# Comté de Perry (Missouri)
Pour les articles homonymes, voir Perry et Comté de Perry.
Le comté de Perry, en anglais : Perry County,  est un comté des États-Unis situé dans l'État du Missouri.

## Comtés voisins
| Comté de Sainte Genevieve |                                            | Comté de Randolph |
| Comté de Saint Francois   | comté de Perry                             | Comté de Jackson  |
| Comté de Madison          | Comté de Cape Girardeau Comté de Bollinger | Comté d'Union     |

## Démographie
Lors du recensement de 2010, le comté comptait une population de 18 971 habitants. Elle est estimée, en 2017, à 19 225 habitants.

Pyramide des âges du comté de Perry (2000).

## Transports
- Interstate 55
- U.S. Route 61
- Missouri Route 51

## Communautés

### Villes
- Altenburg
- Frohna
- Perryville (siège)

### Village
- Biehle
- Lithium
- Longtown

## Tourisme et attractions
Le comté de Perry dénombre environ 650 cavités naturelles sur son territoire, ce qui lui vaut le surnom de « État des grottes ». En particulier Crevice Cave développe plus de 45 kilomètres de galeries (cf. Liste des plus longues cavités naturelles).